# Heinkel He 72
«Гейнкель» He 72 «Кадет» (нім. Heinkel He 72 Kadett) — німецький одномоторний навчально-тренувальний біплан 1930-х років.

## Історія
He 72 «Кадет» був розроблений у 1933 році, щоб відповідати офіційним вимогам до базових навчально-тренувальних літаків. Це був однобічний біплан з металевою конструкцією, покритою тканиною, з відкритими кабінами, крилом у шаховому порядку, хвостовим оперенням із підкосами та фіксованим шасі. Прототип оснащувався рядним двигуном Argus As 8B потужністю 104 кВт (139 к.с.) з повітряним охолодженням.
Перша серійна модель, He 72A, зберігала двигун As 8B у ранніх партіях, але пізніші серійні літаки стали отримувати As 8R потужністю 112 кВт (150 к.с.). Згодом варіант He 72A був замінений на He 72B, який став основною серійною версією. Він приводився в дію радіальним двигуном Siemens-Halske Sh 14A потужністю 120 кВт (160 к.с.).
He 72B випускався як наземний варіант літака He 72B-1 і He 72BW Seekadett («Морський кадет») — як двопоплавковий гідролітак. Цивільною версією був He 72B-3 Edelkadett («Благородний кадет»).
«Кадет» перебував на озброєнні авіаційного корпусу НСФК до формування Люфтваффе. Пізніше він став стандартним базовим навчально-тренувальним літаком підготовки пілотів Люфтваффе. У Люфтваффе He 72 був одним з найбільш широко використовуваних літаків початкової льотної підготовки; He 72 B-1 перебував як мінімум у двадцяти п'яти школах та навчальних підрозділах, такими як A/B 6 у Данцигу, Au Stimmungsbildsregiment 5 у Зеераппені, A/B 11 (Шенвальд), A/B 24 (Ольмюц), A/B 32 (Пардубиці), A/B 43 (Метц-Діденхофен), A/B 62 (Бад-Феслау), A/B 72 (Детмольд) тощо.
Словацькі війська використовували He 72 для безпосередньої підтримки атаки наземних військ.

## Модифікації

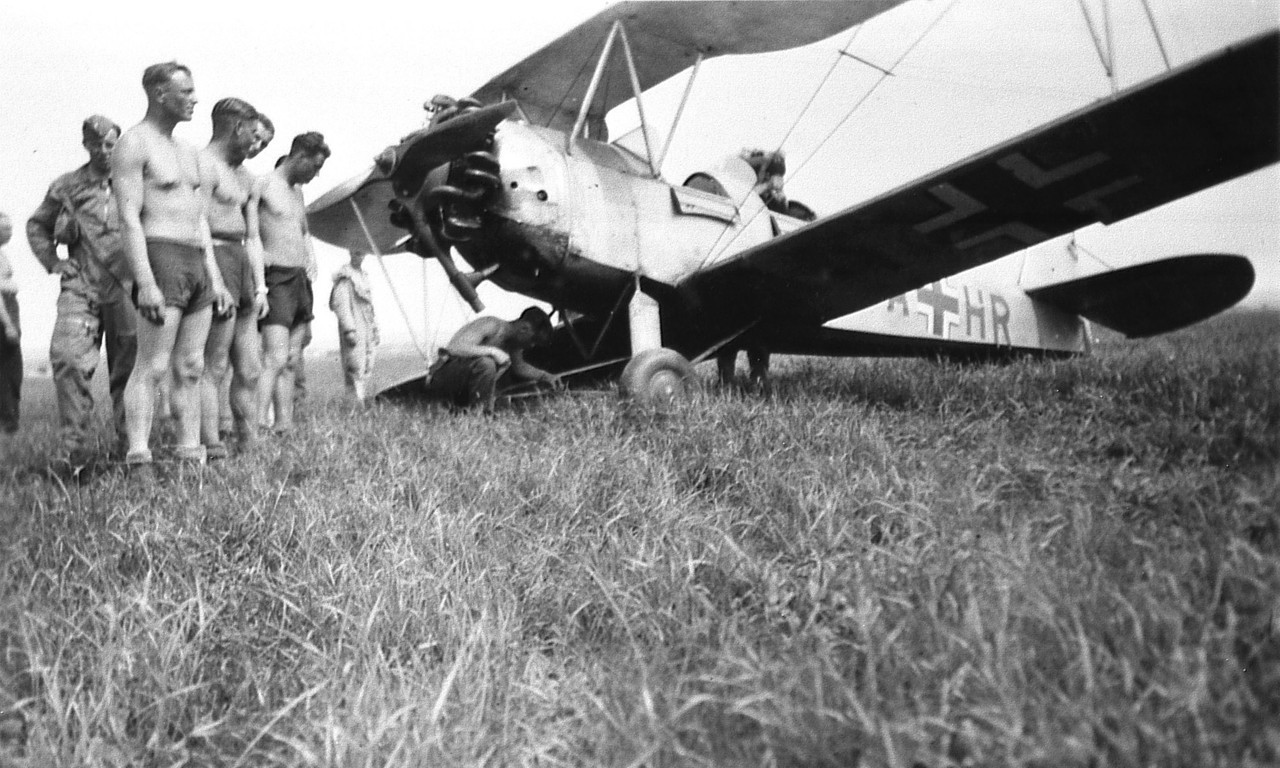
Курсанти льотного училища біля пошкодженого літака Heinkel He-72. 1940

- He 72A Kadett — перша версія літака
- He 72B
- He 72B-1
- He 72B-3 Edelkadett — цивільна версія літака на основі He 72B-1. 30 одиниць
- He 72BW Seekadett — поплавковий гідролітак. 1 прототип
- He 172 — He 72B з капотом NACA. Прототип 1934 року

## Країни-оператори
Третій Рейх
- Люфтваффе
- НСФК

 Третє Болгарське царство
- Повітряні сили Болгарії

 Перша словацька республіка
- Повітряні сили Словаччини
- Повстанські повітряні сили Словаччини[en]

 Японська імперія
- Авіація імперського флоту Японії — 1 літак

 Чехословаччина
- Повітряні сили Чехословаччини (у післявоєнний час)

## Однотипні літаки за епохою, характеристиками та призначенням
| - Stampe-Vertongen SV.4 - Arado Ar 68 - Bücker Bü 131 - Bücker Bü 133 Jungmeister - Focke-Wulf Fw 44 Stieglitz - de Havilland Tiger Moth | - de Havilland Fox Moth - Fleet Finch - Fokker S.IX - Koolhoven F.K.51 - Caproni Ca.100 - RWD 8 | - Boeing Stearman E75 - Great Lakes Sport Trainer - Repülőgépgyár Levente II - По-2 - Hanriot HD.28 - Romano R.82 | - Avia B.122 - Tachikawa Ki-9 - Tachikawa Ki-17 |